# Daria Zawiałow
Daria Barbara Zawiałow, coniugata Kaczmarek (Koszalin, 18 agosto 1992), è una cantante polacca.

## Biografia
La prima apparizione televisiva di Daria Zawiałow è stata nel 2000 al programma canoro di TVP1 Od przedszkola do Opola. Successivamente ha preso parte a varie competizioni per bambini e ragazzi. Nel 2009 ha vinto una puntata di Szansa na sukces, che le ha permesso di esibirsi alla successiva edizione del festival di Opole. Per i successivi due anni ha seguito in tournée Maryla Rodowicz, per cui ha lavorato come corista.
Nel 2011 ha partecipato al talent show di TVN Mam talent!, arrivando in semifinale. Nel 2013 e nel 2014 ha preso parte alle audizioni per la terza e quarta edizione della versione polacca di The X Factor, arrivando fra i finalisti e classificandosi al nono posto nella seconda occasione.
La sua carriera ha visto una svolta nel 2016, con la partecipazione al festival di Opole nella categoria esordienti, dove ha presentato il suo singolo di debutto, Malinowy chruśniak. La sua esibizione le ha fruttato il premio Anna Jantar e il premio radiofonico, nonché un contratto discografico con la Sony Music Entertainment Poland. Il suo album di debutto, A kysz!, è uscito a marzo 2017 ed è entrato alla 7ª posizione della classifica polacca. È stato certificato disco di platino dalla Związek Producentów Audio-Video con oltre 30 000 copie vendute a livello nazionale, ed è stato supportato da una tournée, l'A kysz! Tour.
Il secondo album di Daria Zawiałow, Helsinki, è entrato in classifica al 5º posto e ha anch'esso ottenuto un disco di platino. Uno dei singoli estratti dall'album, Hej Hej!, è diventato il maggior successo della carriera della cantante: ha infatti raggiunto la vetta della classifica nazionale ed è stato certificato doppio disco di platino, con oltre 40 000 unità vendute in Polonia. Il successo del disco le ha fruttato una candidatura per il miglior artista polacco agli MTV Europe Music Awards 2019, premio che vincerà nel 2021.

## Discografia

### Album in studio
- 2017 – A kysz!
- 2019 – Helsinki
- 2021 – Wojny i noce
- 2023 – Dziewczyna pop

### Singoli
- 2016 – Malinowy chruśniak
- 2016 – Kundel bury
- 2017 – Miłostki
- 2017 – Lwy
- 2017 – Na skróty
- 2017 – Jeszcze w zielone gramy
- 2018 – Nie dobiję się do Ciebie
- 2019 – Szarówka
- 2019 – Hej hej!
- 2019 – Czy Ty słyszysz mnie? (con Ralph Kaminski e Schafter)
- 2019 – Punk Fu!
- 2020 – Gdybym miała serce
- 2020 – Helsinki
- 2020 – Nie mamy czasu
- 2021 – Kaonashi
- 2021 – Za krótki sen (con Dawid Podsiadło)
- 2021 – Żółta taksówka
- 2021 – Wojny i noce
- 2021 – Serca gwiazd
- 2022 – Eldorado (con Sanah)
- 2022 – Czyj sen dziś śnisz? (con Natalia Szroeder)
- 2022 – Laura (con Sokół)
- 2023 – Fifi Hollywood
- 2023 – Złamane serce jest OK
- 2023 – Z Tobą na chacie
- 2023 – Supro (feat. Taco Hemingway)
- 2024 – Ballada o Niej
- 2024 – Na ostatnią chwilę (con i Pro8l3m)
- 2025 – Dziwna (con Artur Rojek)

#### Come featuring
- 2020 – Bubbletea (Quebonafide feat. Daria Zawiałow)